# إرنست ماليت
إرنست ماليت (بالفرنسية: Ernest Mallet)‏ هو مصرفي فرنسي، ولد في 6 أكتوبر 1863 في الدائرة الثامنة في باريس في فرنسا، وتوفي في 5 ديسمبر 1956 في باريس في فرنسا.